# Friederike Henriette Kraze
Friede Henriette Kraze (Pseudonym: Heinz Gumprecht, * 5. Januar 1870 in Krotoschin, Posen als Friederike Henriette Maria Kraze; † 16. Mai 1936 in Eisenach) war eine deutsche Schriftstellerin.

## Leben
Friede Henriette Kraze war die Tochter eines Ingenieurs. Sie wuchs auf bei ihrer Großmutter in Brieg. Nach dem Tod der Großmutter im Jahre 1882 lebte sie bei Verwandten und in Pensionen in Breslau, Eisleben und Droyßig. 1888 bestand sie das Examen für Lehrerinnen an Höheren Töchterschulen; anschließend unterrichtete sie an Schulen im hessischen Röhrda, im holsteinischen Marne und in Genthin. Weitere anderthalb Jahre verbrachte sie in Großbritannien sowie auf Reisen in Frankreich und Italien. Sie wirkte im pommerschen Löwitz als Erzieherin im Haus des Grafen Hans von Schwerin-Löwitz und danach an einer Höheren Töchterschule in Husum. Stark beeinflusst wurde sie von Begegnungen mit Ferdinand Tönnies und Paul Heyse sowie von der Beziehung zu ihrer Lebensgefährtin und Mitarbeiterin Elise von Krause. 1906 gab Kraze ihren Beruf aus gesundheitlichen Gründen auf.
Friede Henriette Kraze lebte in den folgenden Jahren als freie Schriftstellerin in Charlottenburg, Gernrode, Dresden und Bernburg (Saale). Ab 1910 war sie in Weimar ansässig; zuletzt lebte sie im oberbayerischen Endorf.
Friede Henriette Kraze war Verfasserin von Romanen, Erzählungen, Kinderbüchern, Gedichten und Theaterstücken, in denen sie eine Vielzahl von historischen, sozialen und religiösen Problemen behandelte. Während die Protagonisten ihrer erzählenden Werke häufig Frauen sind, handelt ihr erfolgreichstes Werk, der 1933 unter dem Pseudonym "Heinz Gumprecht" erschienene Roman "Die magischen Wälder", vom Schicksal deutscher Kriegsgefangener in Sibirien während des Ersten Weltkriegs. Der Roman wurde von Georg Raddatz (1933), Walther G. Oschilewski (1933), Elisabeth Propach (1934), Alexander Pache (1934), Heinrich Bosse (1936) und Braune (1938) besprochen. Das Werk erreichte eine Gesamtauflage von über 150.000 Exemplaren, bis es 1943 vom Markt genommen wurde. Es ist Ausdruck von Krazes ausgeprägter Russophilie und der Verehrung, die sie der "russischen Seele" entgegenbrachte. Andererseits war ihr Verhältnis zum Nationalsozialismus geprägt von einer mystischen Faszination für die Figur Adolf Hitlers.
Krazes Werke "Land im Schatten", "Deutsche Weihnacht" und "Die magischen Wälder" standen nach 1945 in der Sowjetzone auf der "Liste der auszusondernden Literatur".

## Werke
- Hans Guckindiewelt, Nürnberg 1897
- Was ich meiner kleinen Gertrud erzählte, Breslau 1897
- Johannes Brüggemann. Trauerspiel in vier Aufzügen in freiem Versmaß, Husum 1902
- Rein, Novelle, Heilbronn 1903
- Unter dem Dornenkranz, Roman, Leipzig 1903
- Allerleirauh, Stuttgart 1904
- Vogelfrei, Stuttgart 1904
- Im Schatten der Weltesche, Stuttgart 1905
- Heim Neuland, Stuttgart [u. a.] 1909
- Die Sendung des Christoph Frei, Stuttgart 1913
- Der Kriegspfarrer, Stuttgart 1914
- Vaterland, Stuttgart 1914
- Erfüllungen, Stuttgart 1915
- Mit Trommel und Schwert, Gedichte, 1915[2]
- Quellen, die springen, Dresden 1917
- Die von Brock. Ein Roman des Deutschtums in Russland, Leipzig 1918
- Der Ring und andere Geschichten, Leipzig 1919
- Die schöne wunderbare Jugend der Hadumoth Siebenstern, Stuttgart 1920
- Unser Garten, Weimar 1920
- Die Birke von Dondangen, Leipzig 1921
- Amey, Leipzig 1922
- Das Geheimnis, Stuttgart 1923
- Maria am Meer, Kempten 1923
- Dies war Mariebell, Kempten 1924
- Der Freier, München 1925
- Jahr der Wandlung, München 1925
- Die steinernen Götter, Stuttgart 1925
- Das wahre Gesicht, Hamburg 1925
- Die Frauen von Volderwiek, Hamburg 1926
- Die Meertrud, Erzählung, Altona 1926
- Dom der Zeit, Breslau 1927
- Die Freiheit des Kolja Iwanow, Braunschweig 1927
- Vom Unerfüllten, Berlin 1927
- Dolores, Berlin 1928
- Das Kind, Braunschweig 1928
- Der Soldat und die kleine Madonna, Braunschweig 1928
- Das Frauenherz, Braunschweig 1929
- Frühling im Park, Gotha 1929
- Land im Schatten, Braunschweig 1929
- Die Sternenkuppel, Braunschweig 1929
- Mysterium, Braunschweig 1930
- Das Rosenmärchen, Stuttgart 1930
- Garba, Gütersloh 
  - 1. Das Spiel ist aus – wird nun das Leben kommen?, 1932
  - 2. Stirb und werde, 1933
- Goldene Türen, Gütersloh 1932
- Die magischen Wälder, Gütersloh 1933 (unter dem Pseudonym Heinz Gumprecht)
- Die Lese, Gütersloh 1934
- Meister Brüggemann, Gütersloh 1934
- Der Baum der Erkenntnis, München 1935 (unter dem Pseudonym Heinz Gumprecht)
- Deutsche Weihnacht, Gütersloh 1935
- Hochzeit auf Hollersbrunn und andere Erzählungen, Gütersloh 1935
- Einer Mutter Weg, Gütersloh 1937
- Gedichte, Novellen und andere nachgelassene Schriften, Klagenfurt 2003